# Tollwitz

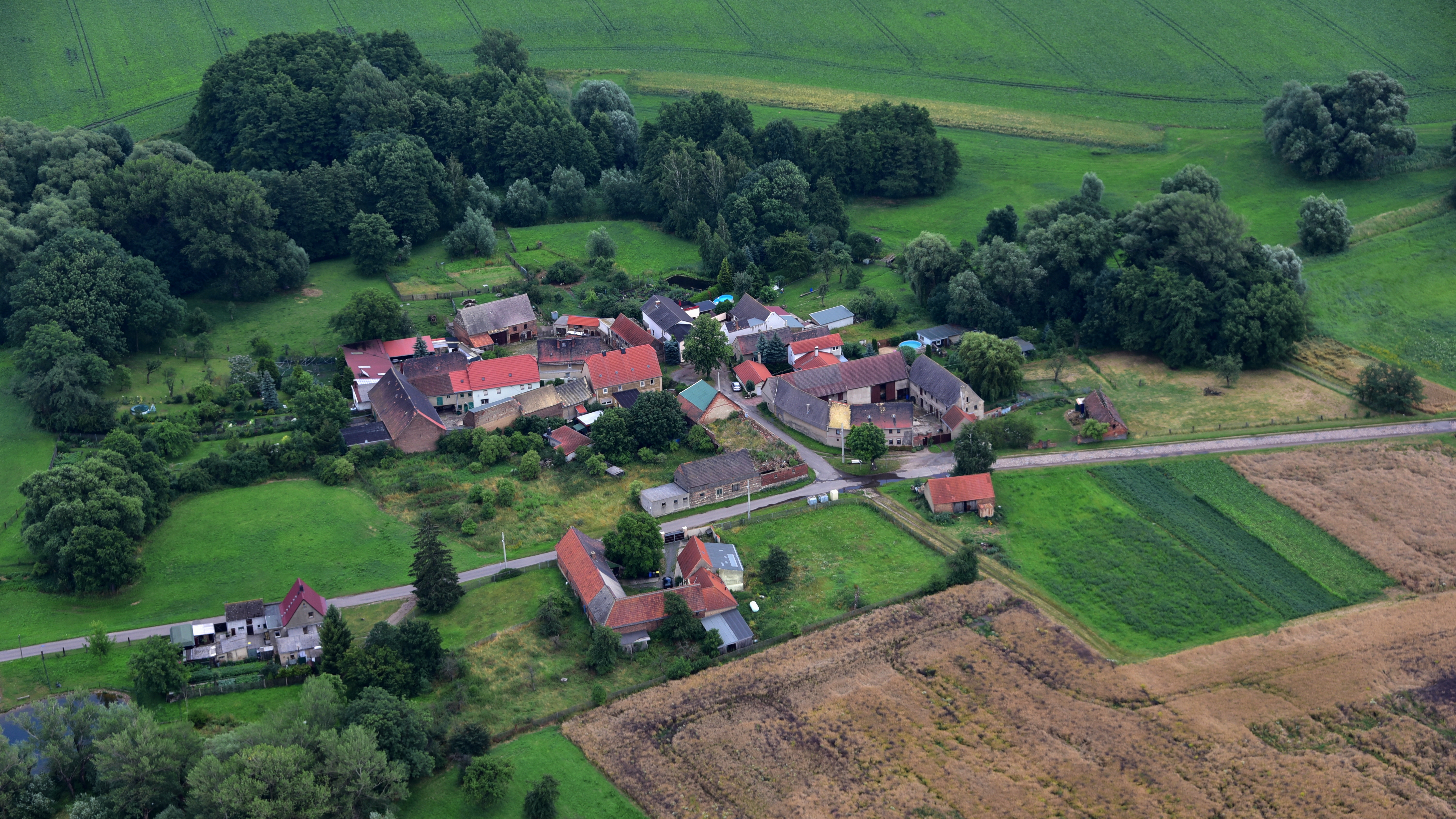
Ellerbach, Luftaufnahme (2017)

Tollwitz ist ein Ortsteil der Stadt Bad Dürrenberg im Saalekreis in Sachsen-Anhalt (Deutschland) und bildet zusammen mit den Ortsteilen Ellerbach, Kauern, Ragwitz und Zöllschen die Ortschaft Tollwitz.

## Geografie
Tollwitz liegt zwischen Merseburg und Leipzig im Tal des Ellerbaches, der ein rechtsseitiger Zufluss der Saale ist.

## Geschichte
Erstmals wurde Tollwitz im Jahr 1253 als Talwiz urkundlich erwähnt. Tollwitz und seine heutigen Ortsteile Ellerbach, Kauern, Ragwitz, Teuditz und Zöllschen gehörten bis 1815 zum hochstift-merseburgischen Amt Lützen, das seit 1561 unter kursächsischer Hoheit stand und zwischen 1656/57 und 1738 zum Sekundogenitur-Fürstentum Sachsen-Merseburg gehörte. Durch die Beschlüsse des Wiener Kongresses wurden Tollwitz und seine heutigen fünf Ortsteile mit dem Westteil des Amts Lützen im Jahr 1815 an Preußen abgetreten und bei der politischen Neuordnung Preußens im Jahr 1816 dem Kreis Merseburg im Regierungsbezirk Merseburg der Provinz Sachsen zugeteilt.

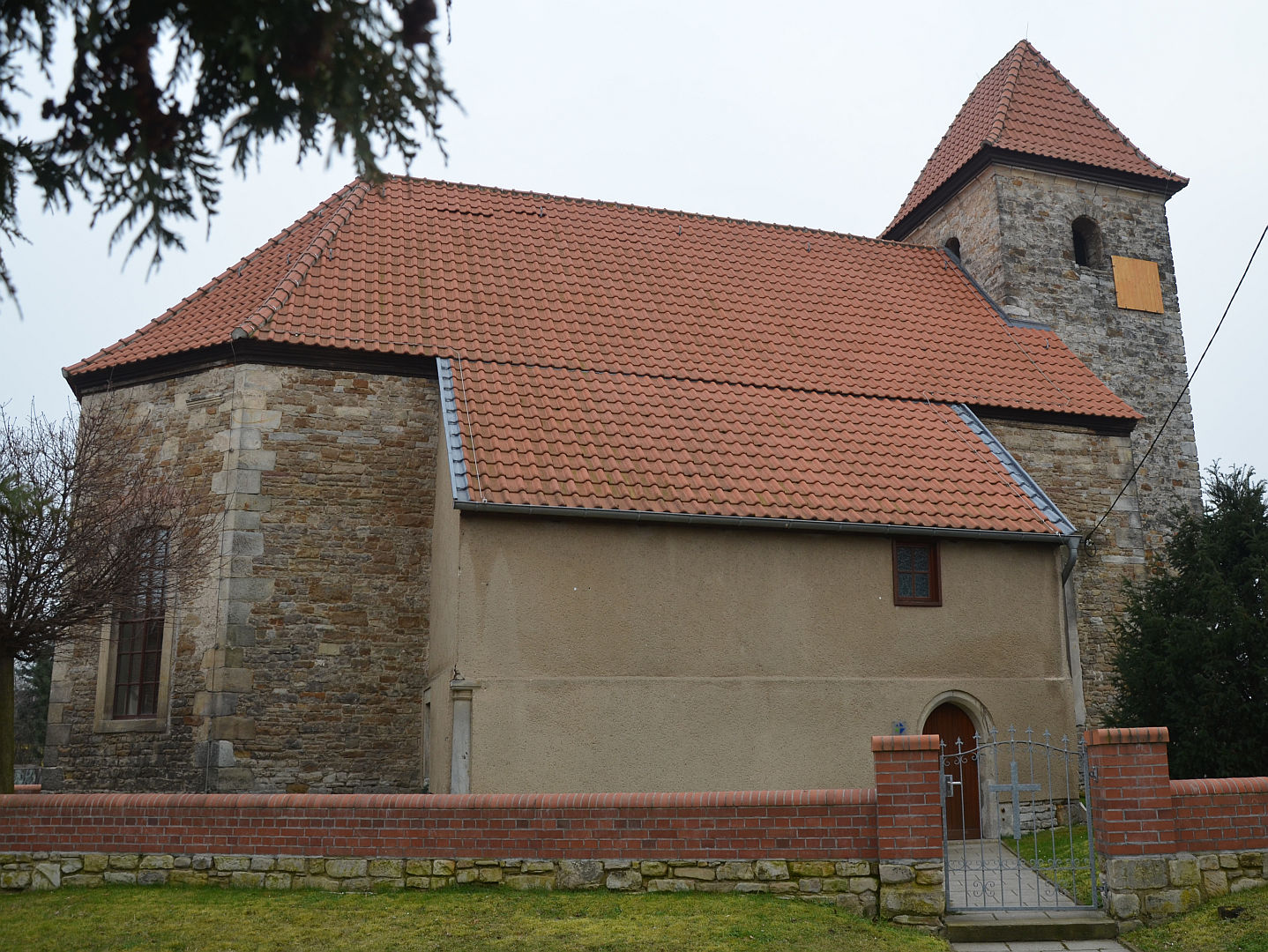
Kirche in Zöllschen

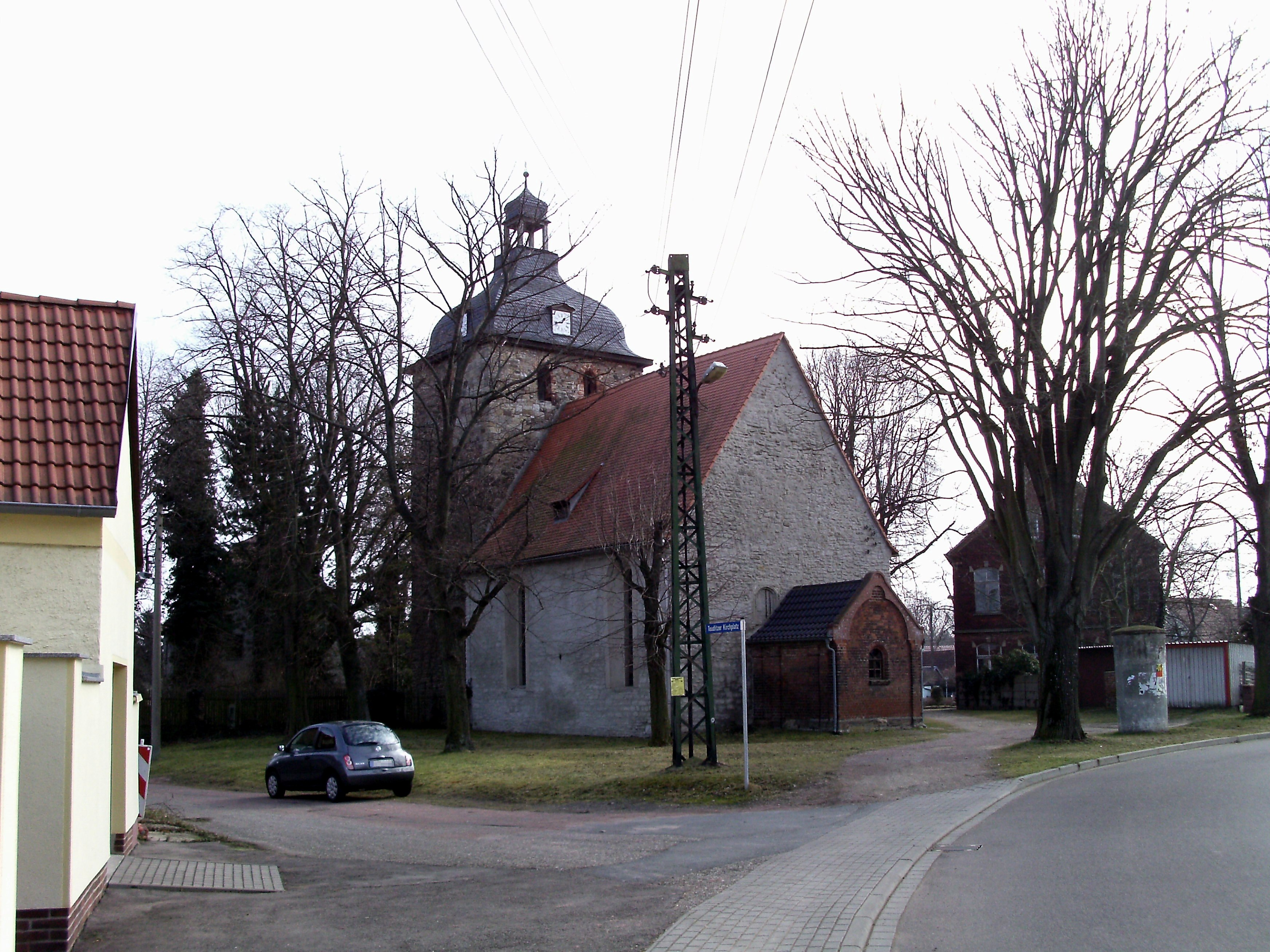
Kirche im Ortsteil Teuditz

Die Kirche in Zöllschen besitzt einen spätgotischen Turm, ein Kirchenschiff aus den Jahren 1789/90 sowie ein Trampeliorgel aus dem Jahr 1790.
1836 wurde die Tollwitz-Dürrenberger Eisenbahn (4,5 km) mit dem ersten deutschen Eisenbahntunnel (133 m) eröffnet. Am 1. April 1937 wurde Teuditz nach Tollwitz eingemeindet. Ellerbach, Kauern, Ragwitz und Zöllschen folgten am 1. Juli 1950.
Von 1992 bis 2009 gehörte Tollwitz zur Verwaltungsgemeinschaft Bad Dürrenberg. Bis zur Eingemeindung nach Bad Dürrenberg am 1. Januar 2010 war Tollwitz eine selbständige Gemeinde mit den zugehörigen Ortsteilen Ellerbach, Kauern, Ragwitz und Zöllschen. Letzter Bürgermeister von Tollwitz war Uwe Fischer.
Auf dem Friedhof von Tollwitz befindet sich ein Grabstein für zwölf am 16. April 1945 gefallene Flaksoldaten.

## Wappen und Flagge

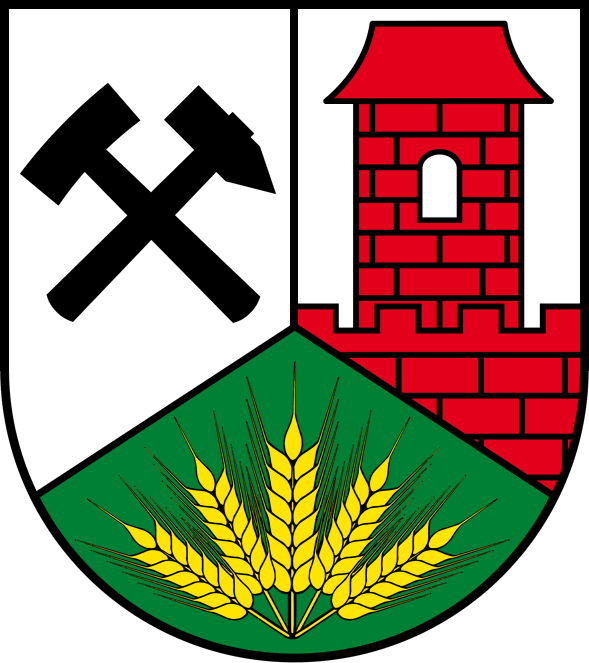
Tollwitzer Wappen

Das Wappen wurde am 19. November 2008 durch den Saalekreis genehmigt.
Blasonierung: „Im Göpelschnitt geteilt; vorn in Silber ein schwarzes Bergmannsgezähe, hinten in Silber eine schwarz gefugte rote Zinnenmauer, besetzt mit einem schwarz gefugten roten Turm mit einer Fensteröffnung und seitlich überkragenden hohlgekehltem Walmdach, unten in Grün fächerförmig fünf goldene Ähren.“
Das Wappen wurde von dem Magdeburger Kommunalheraldiker Jörg Mantzsch gestaltet.
Die Flagge wurde am 10. Februar 2009 durch den Saalekreis genehmigt.
„Die Flagge ist zweistreifig mit aufgelegtem Wappen, deren linker (mastseitiger) Streifen ist grün, der rechte Streifen ist weiß.
 Bei quergestreifter Flagge ist der obere Streifen grün, der untere Streifen ist weiß.“

## Sport
- SV Einigkeit 05 Tollwitz e. V. ist der traditionelle Fußballverein mit über 100 Mitgliedern (Mannschaften: Männer, C-Junioren, Alt-Aktive, Frauen), sowie Kegeln.
- Tollwitzer Radsportverein 1900 e. V. ist der älteste Verein in Tollwitz, hier kann man neben Radball, Radpolo und Radwandern auch Tischtennis und Gymnastik betreiben.

## Verkehrsanbindung
Tollwitz liegt unweit der Bundesautobahn 9, die Ausfahrt Bad Dürrenberg (18) ist ca. 1 Kilometer entfernt. Zwischen Tollwitz und der Autobahn liegt das Gewerbegebiet Alte Salzstraße.

## Sicherheit und Feuerschutz
Der Ortsteil Tollwitz besitzt einen Feuerwehrstandort, der sich seit 2003 am Tollwitzer Platz befindet. Der heutige Standort ist ein Zusammenschluss der drei ehemals existierenden Einheiten Zöllschen, Kauern und Tollwitz. Diese wurden formell bereits 1995 zu einer Einheit zusammengeschlossen, jedoch erst endgültig mit dem Neubau des jetzigen Feuerwehrhauses im Jahr 2003. Die Einheit Tollwitz ist zweitgrößte Einheit der Freiwilligen Feuerwehr Bad Dürrenberg und betreut neben ihrer eigenen Ortslage ebenfalls die nahegelegene Bundesautobahn 9 sowie das Stadtgebiet Bad Dürrenberg.
Als Besonderheit besitzt die Einheit Tollwitz zwei Tanklöschfahrzeuge mit einem Gesamtvolumen von 18.500 Litern, sowie einem Vorausrüstwagen. Durch die First-Responder-Gruppe der Einheit Tollwitz, werden seit 2019 ebenfalls medizinische Notfälle abgearbeitet. Jährlich werden durch die Einheit Tollwitz ca. 80 Einsätze (Stand 2022) abgearbeitet.

## Persönlichkeiten
- Renate Drescher (1932–2021), Dokumentarfilm-Regisseurin